# 舟盛り

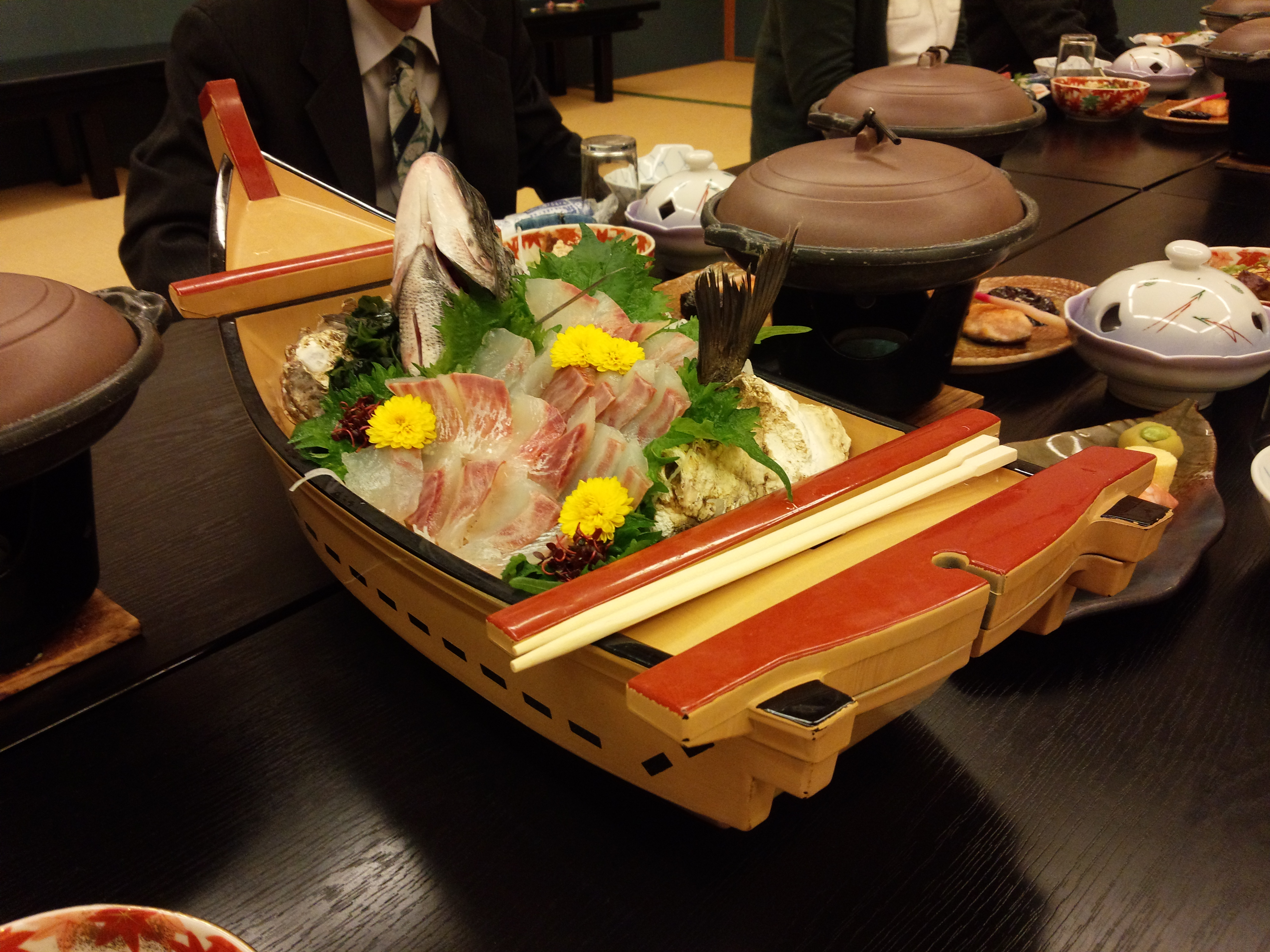
舟盛り

舟盛り（ふなもり）とは、魚介類を和船をかたどった器に盛りつけたもの。福井県の嶺北に位置する「三国（旧雄島村）」では、舟盛り発祥の地と語り継がれている地域もある。舟盛りは、生の魚介を使用する為、北前船が寄港する港町など新鮮な魚を獲ることができる沿岸地域でのみ食べられていたが、北前船の主導権を握っていた近江商人により内陸に広まったとも言われている。主に刺身類を盛り付けたものが一般的だが、現在では、蕎麦や天ぷら等の盛り付けにも使われるほか、居酒屋等では唐揚げなどを盛り付ける場合もある。

## 歴史

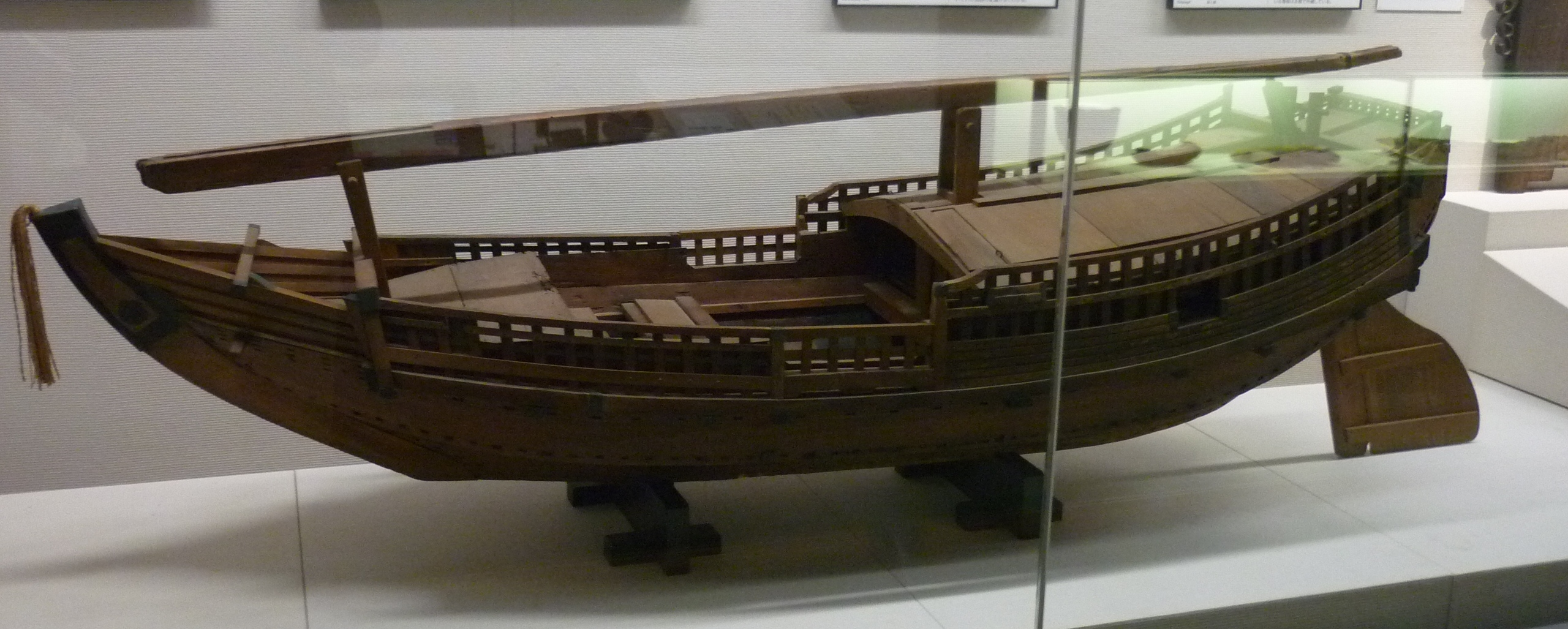
北前船 復元模型

舟盛りの歴史は古く、もっとも古い記録としては、安政の大獄で隠居を命ぜられた第16代福井藩主松平春嶽の養子である、第17代福井藩主松平茂昭が越前へ初のお国入りした1840年（万延元年）にまで遡る。茂昭公が1840年に三国（現在の福井県北部）を訪れた際に、当時村の庄屋をしていた伊藤五右エ門が、茂昭公をおもてなしする為に舟盛りを作りもてなしたのが始まりと言われている。当時の記録が実際の日記として残っており、その内容が「宿ノ浦ななめ姿誌」に記録されている。なお、この出来事がきっかけとなり、三国では祝儀や慶事用の料理として振る舞われるようになり、現在でも、三国では舟盛りを食べてお祝いをする食文化が残っている。また、華やかな見た目の舟盛りは、江戸時代から明治時代に日本海を往来した北前船により全国に広まったとされている。なお、近年、三国では、この舟盛りを「おもてなし料理」として観光客などに振る舞う店舗が出てきており、独自の食文化の復活と地域活性の一環として新たな取り組みが始まっている。